# Le Maine Libre
Le Maine Libre est un quotidien régional français, dont le siège se trouve au Mans, c'est le premier quotidien de la Sarthe devant Ouest-France. Il rayonne essentiellement dans ce département et une infime partie du sud du département de l'Orne. Le Maine Libre compte deux éditions (Grand Mans et Sarthe). Il emploie 42 journalistes.
Il porte le nom de la province du Maine, dont la Sarthe faisait partie. La province comptait aussi la Mayenne, mais ce département n'est pas couvert par le quotidien.

## Historique
Le premier numéro parait  le 9 août 1944.
Indépendant jusqu'en 1948, il est entré dans le groupe Amaury qui l'a revendu à la Socpresse (groupe Hersant) en 1992, avant d'être racheté en décembre 2005 par le Groupe SIPA - Ouest-France. Il intègre ainsi le même groupe que son concurrent direct en Sarthe, Ouest-France, mais les deux rédactions restent indépendantes.

### Identité visuelle (logo)

Logo du Maine Libre à sa création en 1944.
Logo du Maine Libre jusqu'en 1998.
Logo du Maine Libre du printemps 1998 à 2009.
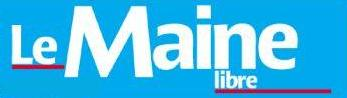
Logo du Maine Libre de 2009 à 2016.
Logo du Maine Libre depuis 2017.

## Direction
- PDG : Matthieu Fuchs (depuis 2009),
- Rédacteur en chef : Frédéric Barillé (depuis 2016)

## Siège
- 1944-2017 : 6, rue Gambetta, Le Mans
- Depuis 2017 : 28, place de l'Éperon, Le Mans

## Diffusion
La diffusion payée du Maine Libre s'établit officiellement comme suit, selon l'OJD / ACPM :
| Années    | 2001   | 2002   | 2003   | 2004   | 2005   | 2006   | 2007   | 2008   | 2009   | 2010   |
| --------- | ------ | ------ | ------ | ------ | ------ | ------ | ------ | ------ | ------ | ------ |
| Diffusion | 48 926 | 47 828 | 47 837 | 47 344 | 46 912 | 47 117 | 47 007 | 46 320 | 45 814 | 45 574 |

| Années    | 2011   | 2012   | 2013   | 2014   | 2015   | 2016   | 2017   | 2018   | 2019   | 2020   | 2021   |
| --------- | ------ | ------ | ------ | ------ | ------ | ------ | ------ | ------ | ------ | ------ | ------ |
| Diffusion | 46 145 | 46 603 | 44 713 | 43 836 | 42 417 | 40 826 | 39 570 | 38 260 | 36 636 | 35 487 | 34 195 |

La diffusion payée du Maine Libre Dimanche s'établit officiellement comme suit, selon l'OJD :
| Années    | 2005   | 2006   | 2007   | 2008   | 2009   | 2010   | 2011 | 2012   | 2013   | 2014   | 2015   | 2016   |
| --------- | ------ | ------ | ------ | ------ | ------ | ------ | ---- | ------ | ------ | ------ | ------ | ------ |
| Diffusion | 22 936 | 23 971 | 24 023 | 24 895 | 25 136 | 25 119 |      | 27 079 | 26 671 | 27 064 | 26 237 | 25 538 |

## Éditions locales
Le Maine Libre compte deux éditions locales dans le département de la Sarthe :
- Grand Mans ;
- Sarthe.